# Gluteus medius

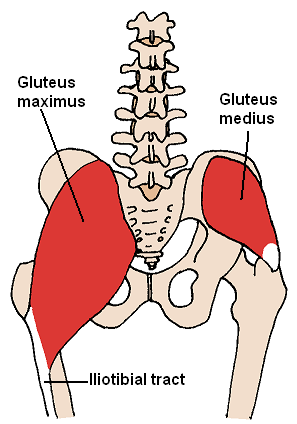
Glutes medius.

Gluteus medius är en av de tre glutealmusklerna (de andra är gluteus maximus och gluteus minimus).